# Fosco Montini
Fosco Montini, noto anche come Foscolo Montini (Badia Tedalda, 21 maggio 1922 – Sarsina, 13 luglio 1944), è stato un carabiniere e partigiano italiano, insignito della medaglia d'oro al valor militare alla memoria.

## Biografia
Dal gennaio 1942, data di arruolamento, all'aprile 1943 aveva prestato servizio nella Legione territoriale carabinieri di Roma, in particolare alle Stazioni Carabinieri di Roma-Torre Gaia e Roma-San Paolo. Al momento dell'armistizio Montini si trovava a casa; fu tra i primi a raggiungere i nuclei partigiani che si stavano organizzando nell'Aretino, organizzando, con i suoi cugini, gli eroici fratelli Sildo e Frè Luigi Bimbi, figli di un Maresciallo dei Carabinieri, una banda partigiana operante nell'Alta Marecchia. Inquadrato in un distaccamento della "Garibaldi", partecipò a numerose azioni fra cui, particolarmente notevole, quella a Rofelle (una località del comune natio), dove alla testa del suo distaccamento disarmò un'intera compagnia nemica.
L'8 luglio 1944, in frazione Rofelle di Badia Tedalda, Montini, i fratelli Bimbi ed altri tre fiancheggiatori, mentre cercavano di recuperare armi nascoste, furono catturati ed avviati verso Forlì. Mentre i prigionieri passavano per Sarsina, Montini fu riconosciuto da un ufficiale delle SS italiane che, tempo prima, il carabiniere aveva catturato e poi, generosamente, lasciato libero. Accusato dal fascista, fu prima inutilmente sottoposto a tortura perché parlasse e poi fucilato in località Casette di Calbano.
(Fosco Montini)